# آلفا رومئو ۱۵۵

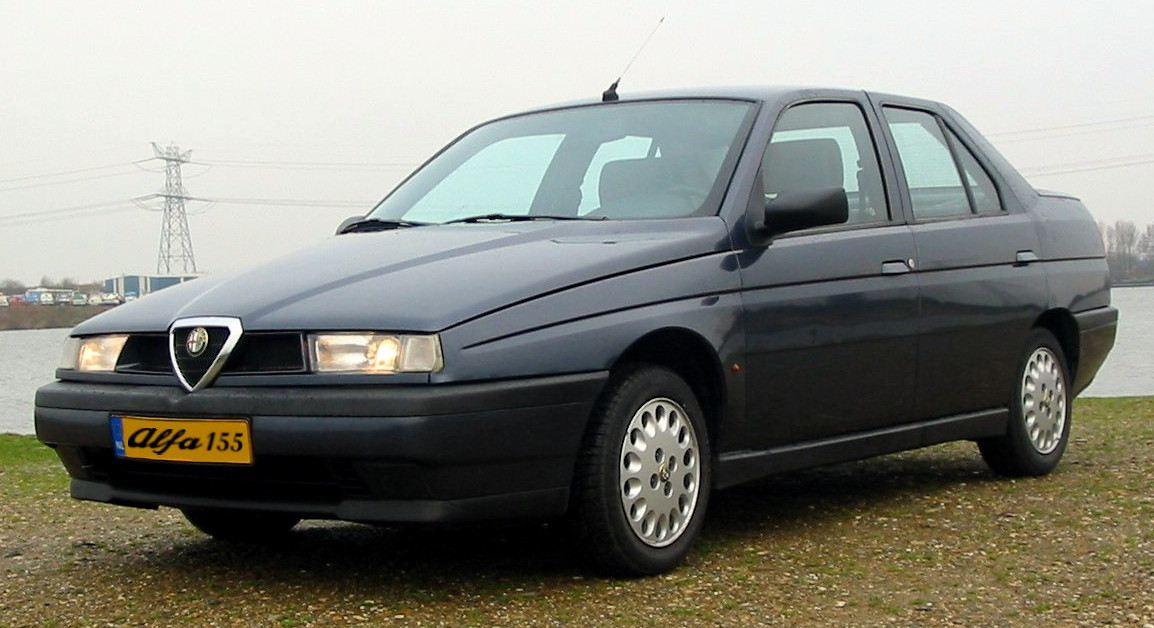

آلفارومئو ۱۵۵ (Alfa Romeo ۱۵۵) خودرویی است که در سال‌های ۱۹۹۲ تا ۱۹۹۸در ایتالیا تولید شده‌است. طراحی آن موتور جلو، خودرو محور جلو، خودرو چهار چرخ محرک بوده است.

## نگارخانه

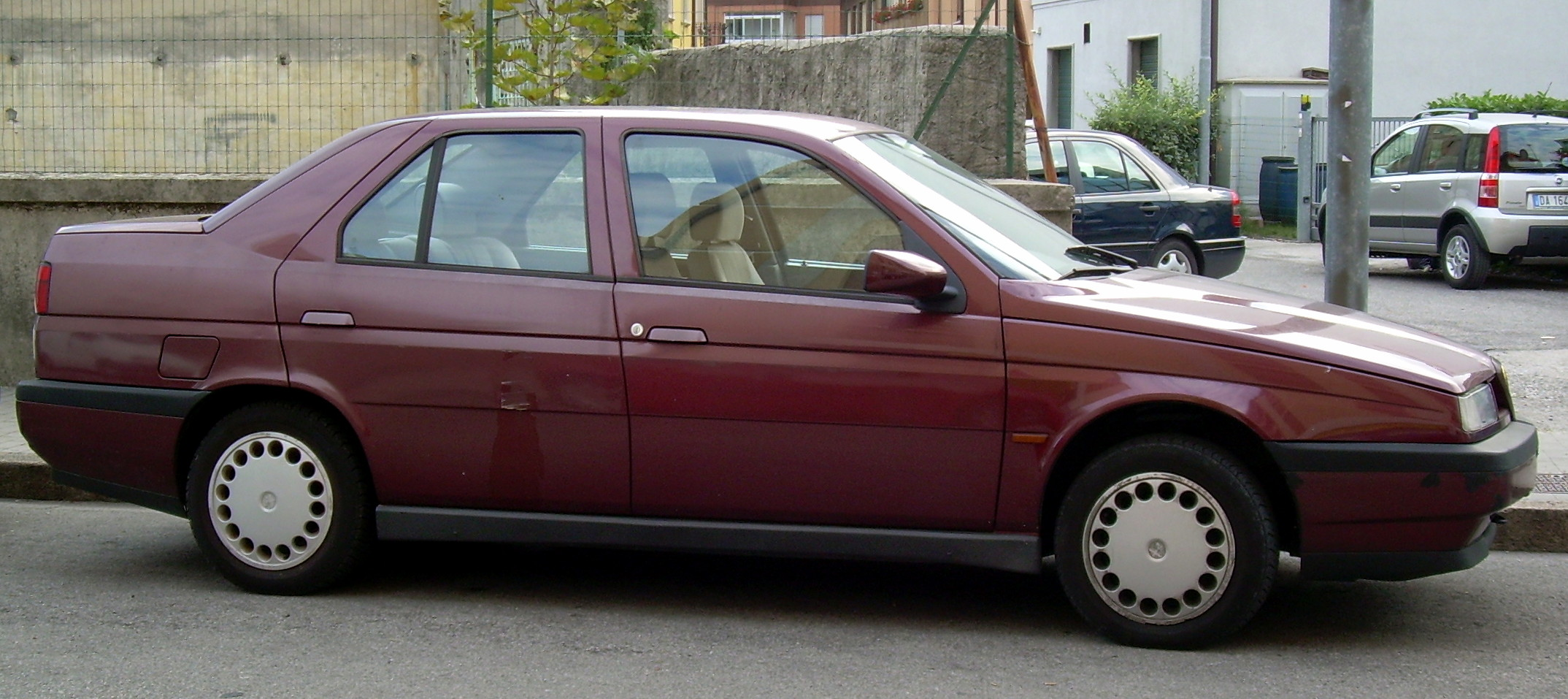
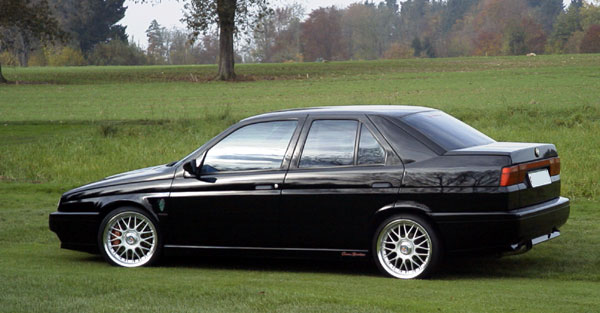
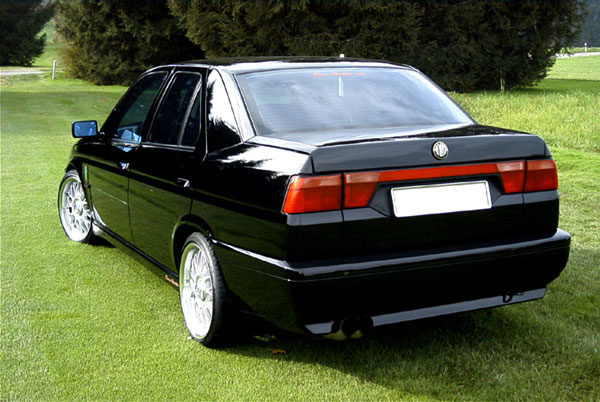
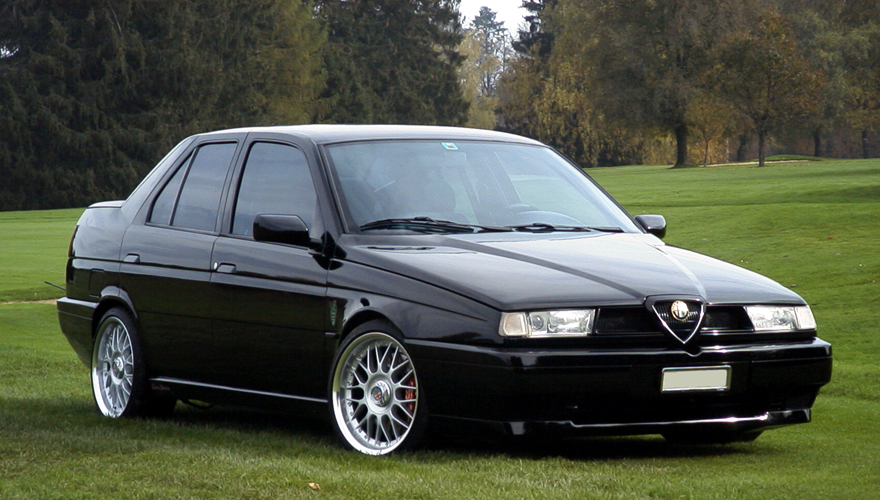